# Červená (Jetětice)
Červená (též Červená nad Vltavou) je vesnice, část obce Jetětice v okrese Písek v Jihočeském kraji.
K Červené patří osady Jetětické Samoty, Truhlařov, Pazderna, Kopanický, hájovna Habr a několik chatových osad a rekreačních areálů. Prochází jí železniční trať Tábor–Ražice a leží zde železniční nádraží Červená nad Vltavou. Žije zde 101 obyvatel.
Červená nese jméno po stejnojmenné vesnici, která se rozkládala níže na březích Vltavy až do zatopení vodami orlické vodní nádrže na konci 50. let 20. století. I. díl Červené patřil administrativně pod Jetětice nejpozději k roku 1869. V historických záznamech je území dnešní Červené nazýváno jako Červenský břeh, Kopaniny, Jetětické chalupy nebo Jetětice-samoty.

## Historie
První písemná zmínka o vesnici pochází z roku 1190.
Stabilní katastr z první poloviny 19. století zachycuje na dnešním katastrálním území jetětické části Červená několik samot ve vltavském údolí:
- Pazdera. Dnešní Pazderna.
- Pepřil.
- Saník. Od majitelů bratří Šejharů koupila mlýn v roce 1922 společnost Přemysl Bečka a společníci a přestavěla jej na továrnu, kde na 40 dělníků vyrábělo závitníky a další nástroje pro kovoprůmysl.[5] Výroba šroubárny se po napuštění přehrady přesunula do objektů dnešní restaurace U Šáchů.
- Kopanický.
- Honsa. Podle pozdějších majitelů nazývaný Šejharův mlýn. Mlynář Šejhar budovu po roce 1902 vybavil dynamem, moderní turbínou a elektrickým osvětlením.[6]
- Šimek. Samota, podle které je v současnosti nazvána Šimkova strouha.
- Mašek. Pozdější Adámkův mlýn mlel na Hrejkovickém potoce dvěma vodními koly. V létě roku 1927 si zde pronajal pokoj malíř Václav Špála a během svého pobytu namaloval několik pláten s tematikou červenského údolí.[7]

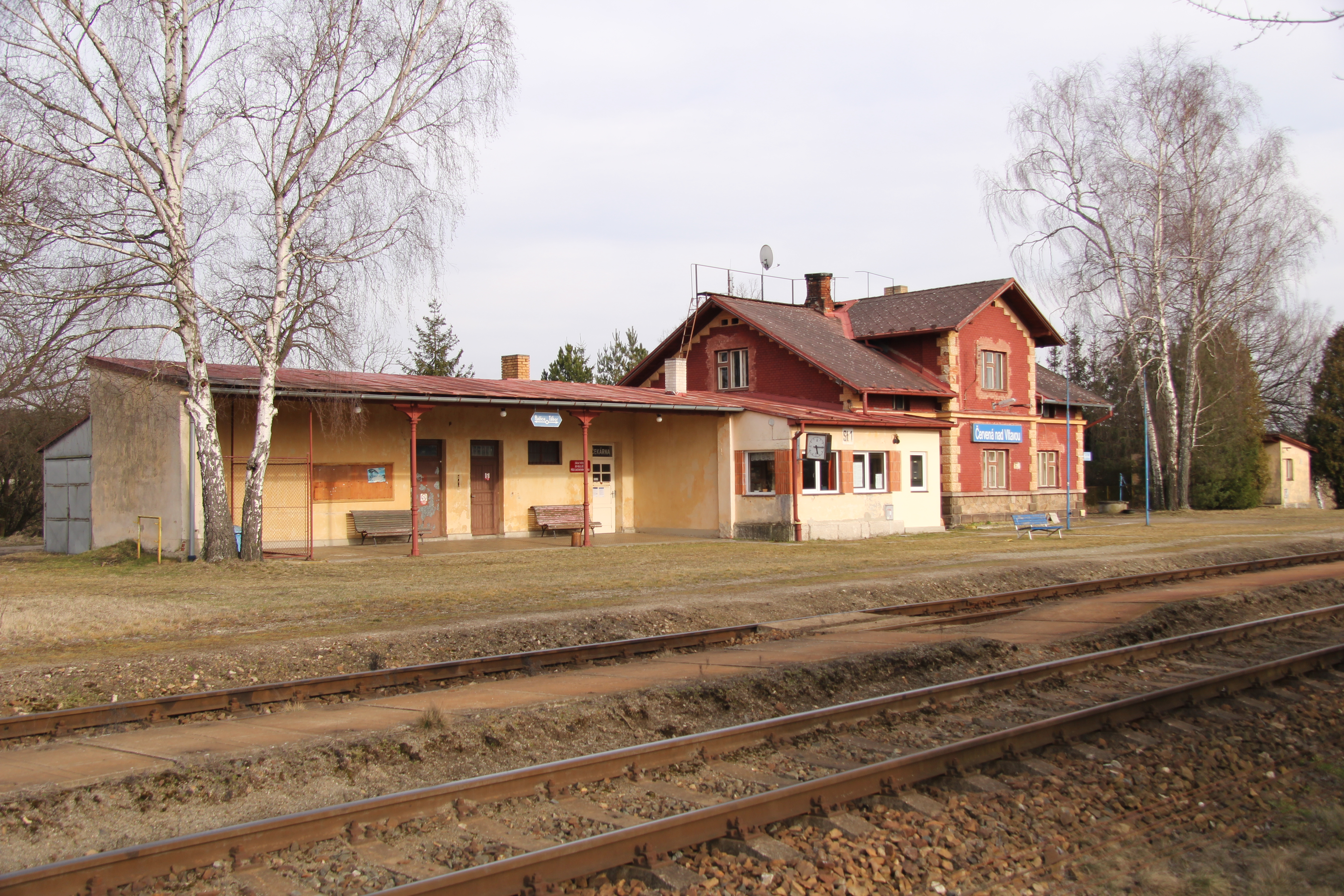
Budova nádraží

Přes území vesnice byla v roce 1889 zprovozněna železniční trať Tábor–Ražice. Vltavu trať překonává na unikátním železničním mostě. Původně na trati stálo pouze nádraží, které se tehdy jmenovalo Jetětice. Teprve na jaře roku 1939 ho na podnět Odboru turistů v Milevsku ministerstvo železnic nechalo přejmenovat na Červená nad Vltavou. Občané Jetětic se navíc v roce 1917 částkou 2000 korun složili na postavení zastávky poblíž obce. Obec tedy měla zastávku i železniční nádraží.
Na konci druhé světové války útočily americké stíhací letouny, tzv. hloubkaři, na území okupovaném Němci na pozemní cíle, které měly vykazovat činnost k vojenským účelům. Vybíraly si především parní lokomotivy, nákladní a cisternové vagony, výtopny, na silnicích pak na vojenská vozidla a v neposlední řadě německá letiště. Po výjezdu z nádraží Červená nad Vltavou ve směru na Tábor byl takto 24. dubna 1945 v půl jedenácté napaden osobní vlak č. 1043. Letouny poškodily lokomotivu a jedenáct vagonů. Podle očitého svědectví četníků bylo zabito sedm osob (z toho dva vojáci), sedmnáct zraněno těžce (z toho šest vojáků) a pět lehce.
V roce 1959 bylo na Červené u Vltavy zprovozněno velké rekreační středisko Letov, svůj areál zde mělo i ZVVZ Milevsko.
Do rekreačního střediska Vltava, které patří ministerstvu vnitra, byly během vojenského konfliktu na východě Ukrajiny na dobu 6 měsíců umísťovány rodiny volyňských Čechů. Zásluhou toho vykazovala obec v srpnu 2016 nezaměstnanost 19,8 %.

## Obyvatelstvo
| 1843 | 1869 | 1880 | 1890 | 1900 | 1910 | 1921 | 1930 | 1950 | 1961 | 1970 | 1991 | 2001 | 2011 | 2021 |
| ---- | ---- | ---- | ---- | ---- | ---- | ---- | ---- | ---- | ---- | ---- | ---- | ---- | ---- | ---- |
| 220  | 218  | 176  | 159  | 140  | 134  | 140  | 127  | 95   | 32   | 21   | 94   | 101  | 34   | 101  |

| 1843 | 1869 | 1880 | 1890 | 1900 | 1910 | 1921 | 1930 | 1950 | 1961 | 1970 | 1991 | 2001 | 2011 | 2021 |
| ---- | ---- | ---- | ---- | ---- | ---- | ---- | ---- | ---- | ---- | ---- | ---- | ---- | ---- | ---- |
| 31   | 30   | 24   | 22   | 21   | 24   | 23   | 29   | 33   | 9    | 6    | 44   | 64   | 25   | 24   |

## Pamětihodnosti
- Železniční most přes Vltavu z let 1886–1889.
- Železniční nádraží Červená nad Vltavou na trati Tábor–Ražice.
- Kaple Panny Marie Lurdské v Jetětických Samotách z první poloviny 20. století.[16]
- Památník Karla Šebka, umístěný u silnice v osadě Truhlařov, s nápisem: „K uctění světlé památky Karla Šebka, naroz. dne 27. VIII. 1896, padl ve světové válce v boji u Sokalu v Haliči dne 6. V. 1917, věnováno otcem a sourozenci.“

## Infrastruktura
V současnosti je zde evidováno 173 adres. V roce 2011 zde trvale žilo 34 obyvatel.
Nacházejí se zde restaurace U Šáchů (čp. 152), penzion Kerak (čp. 85), velká rekreační střediska Vltava (čp. 126, patřící ministerstvu vnitra) a bývalé Letov a ZVVZ.
Značené turistické trasy na sever od Červené musely být v minulosti přetrasovány. Procházely totiž rukávečskou oborou vlastněnou Schwarzenbergy, kteří oboru nechali oplotit, následně v roce 2017 odstranili přelízky, rozcestníky sundali ze stromů a značky zamazali. Klub českých turistů a okolní obce tak budoucí podobu místa řeší soudní cestou. Orlická přehrada nabízí možnosti koupání.
Během posledních let se v části Jetětické Samoty staví nové rodinné domy. Do míst obec v minulosti zavedla vodovod, dešťovou a splaškovou kanalizaci a čističku odpadních vod.

## Galerie

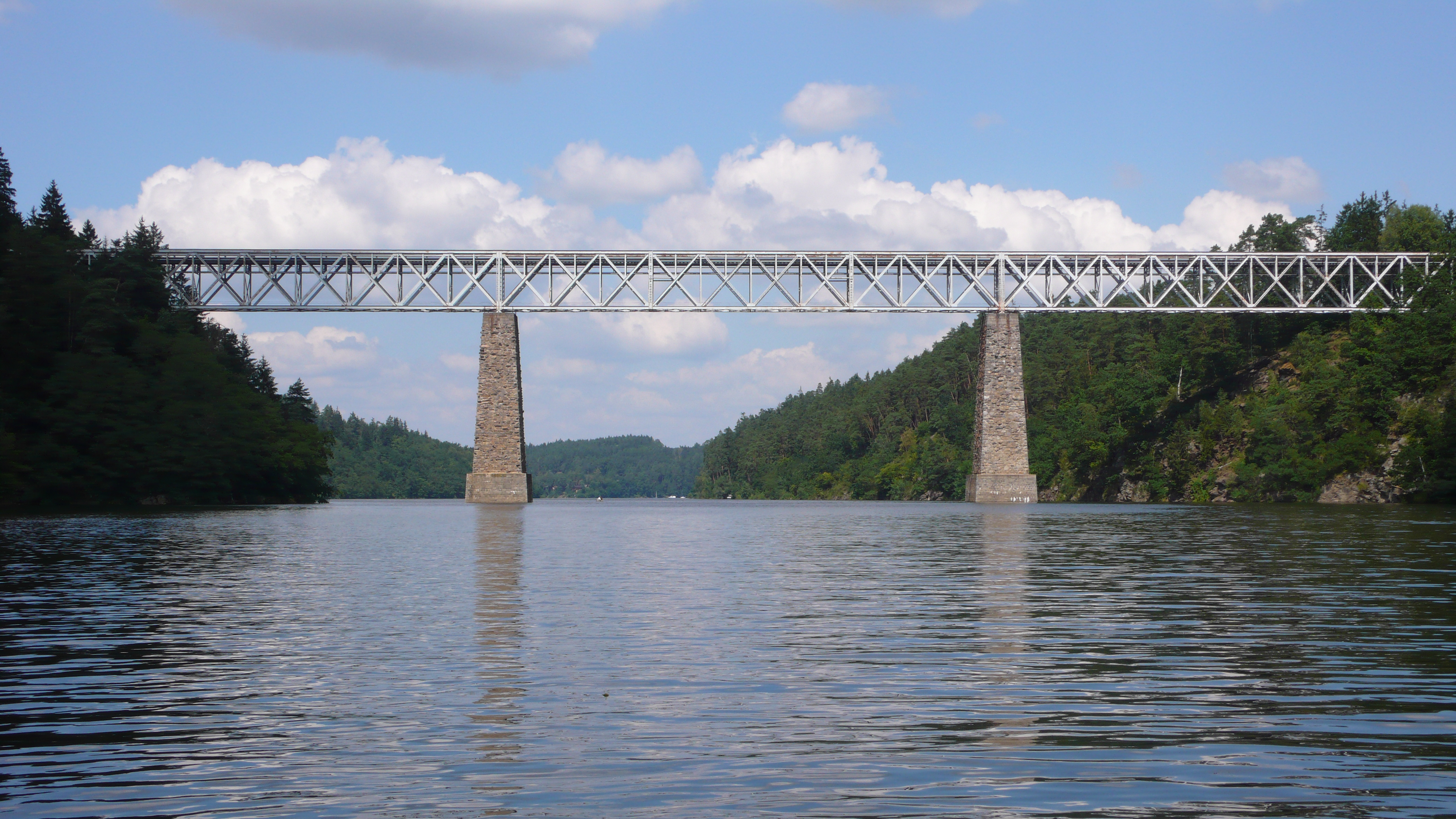
Železniční most přes Vltavu z let 1886–1889
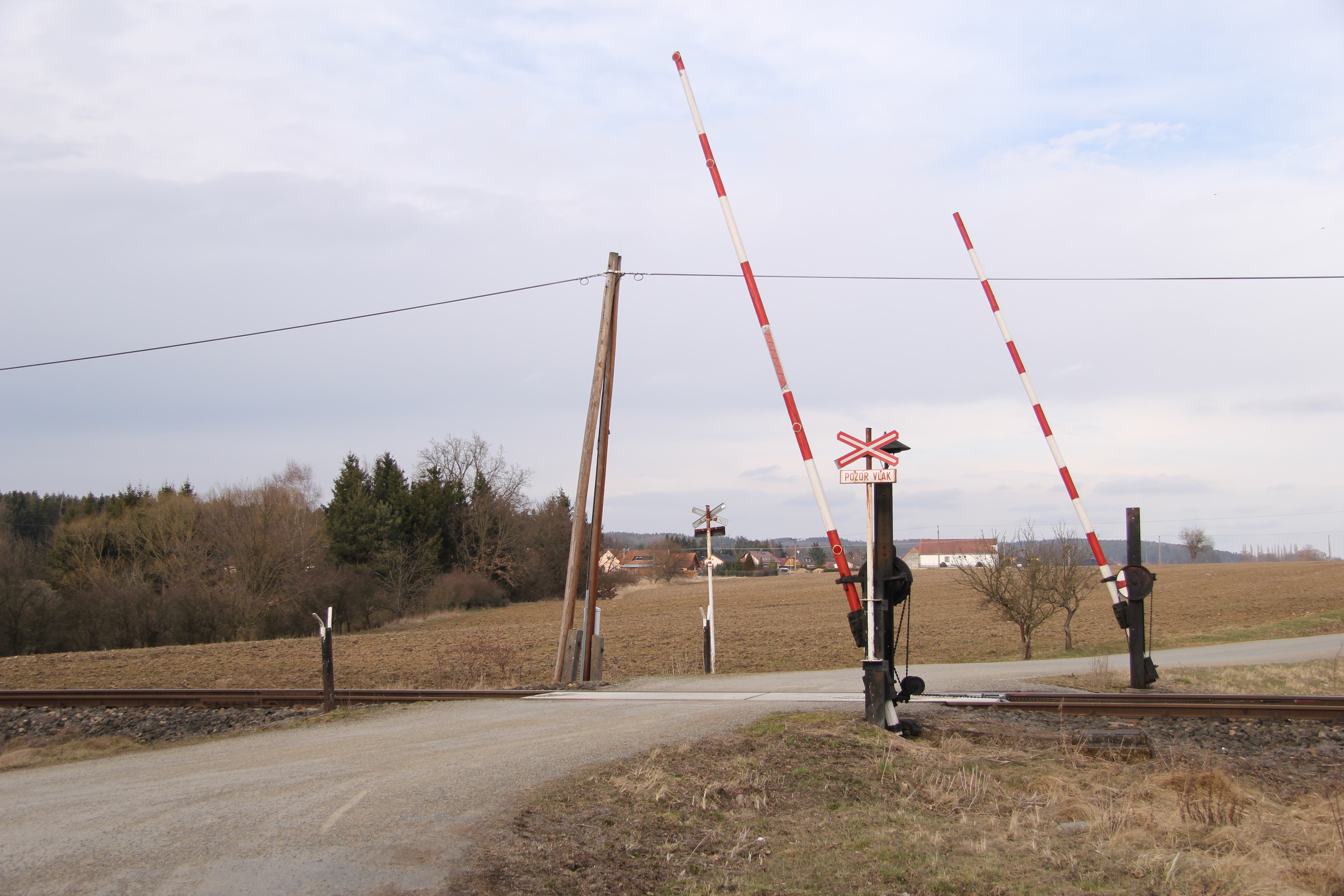
Železniční přejezd
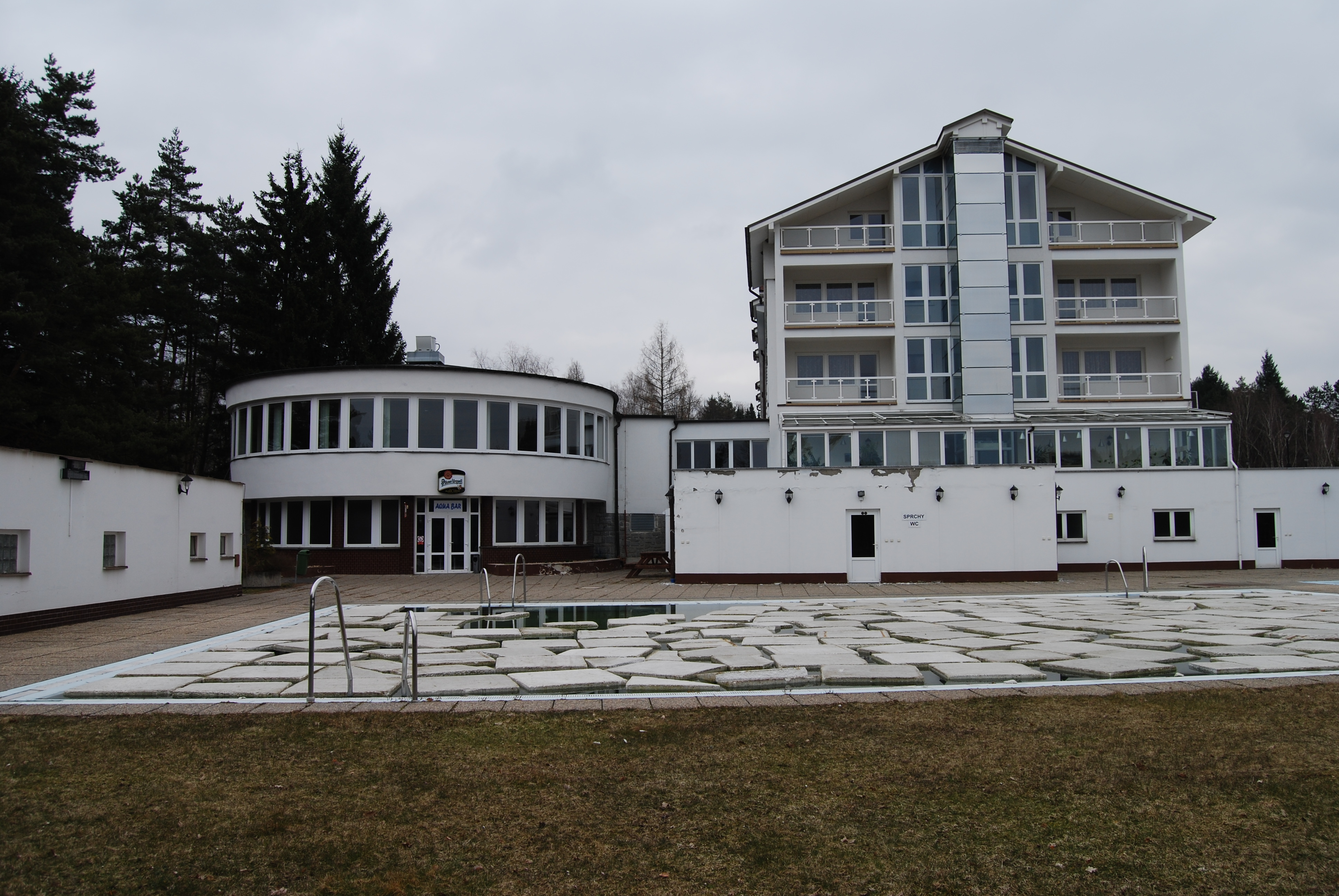
Rekreační středisko Vltava
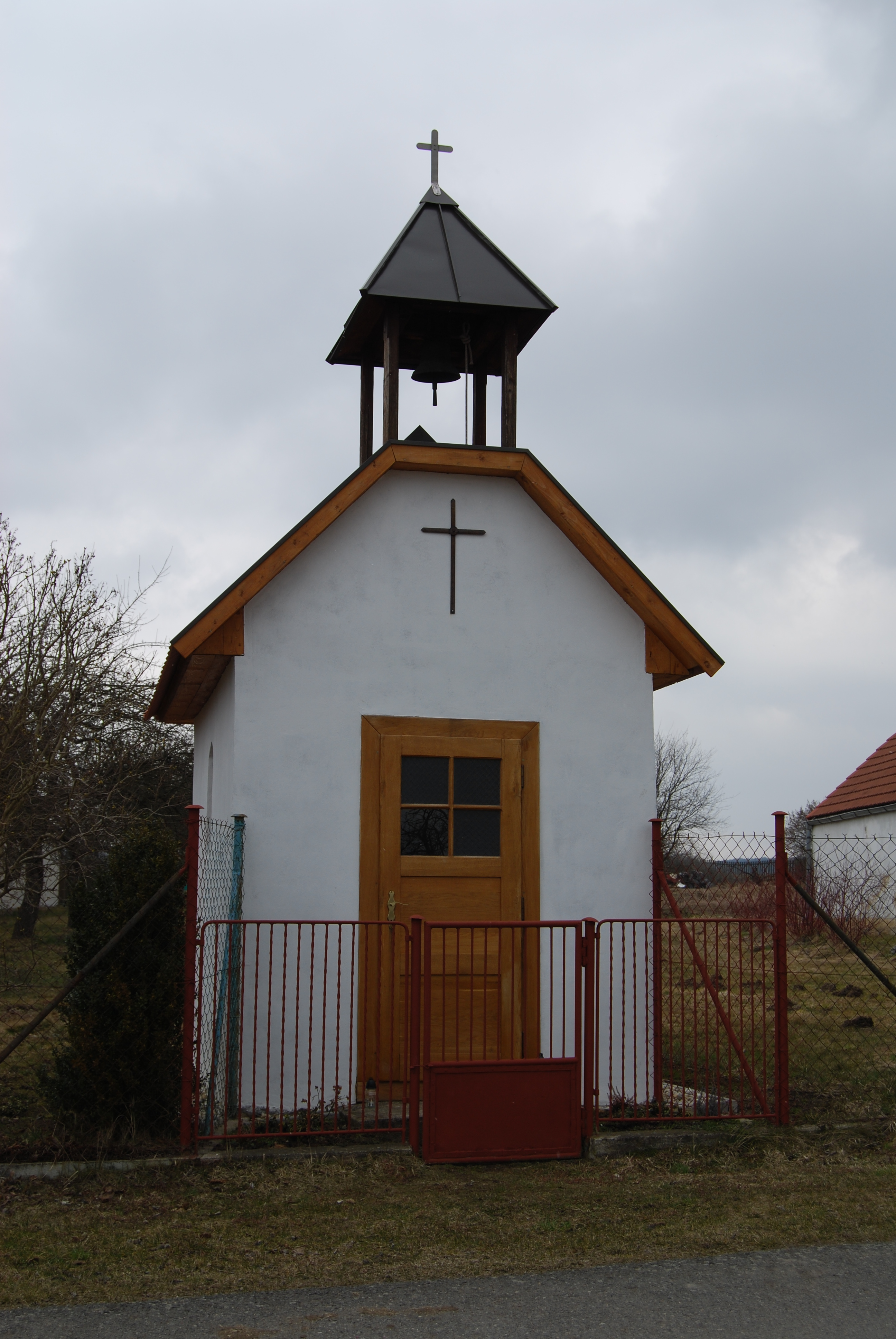
Kaple Panny Marie Lurdské
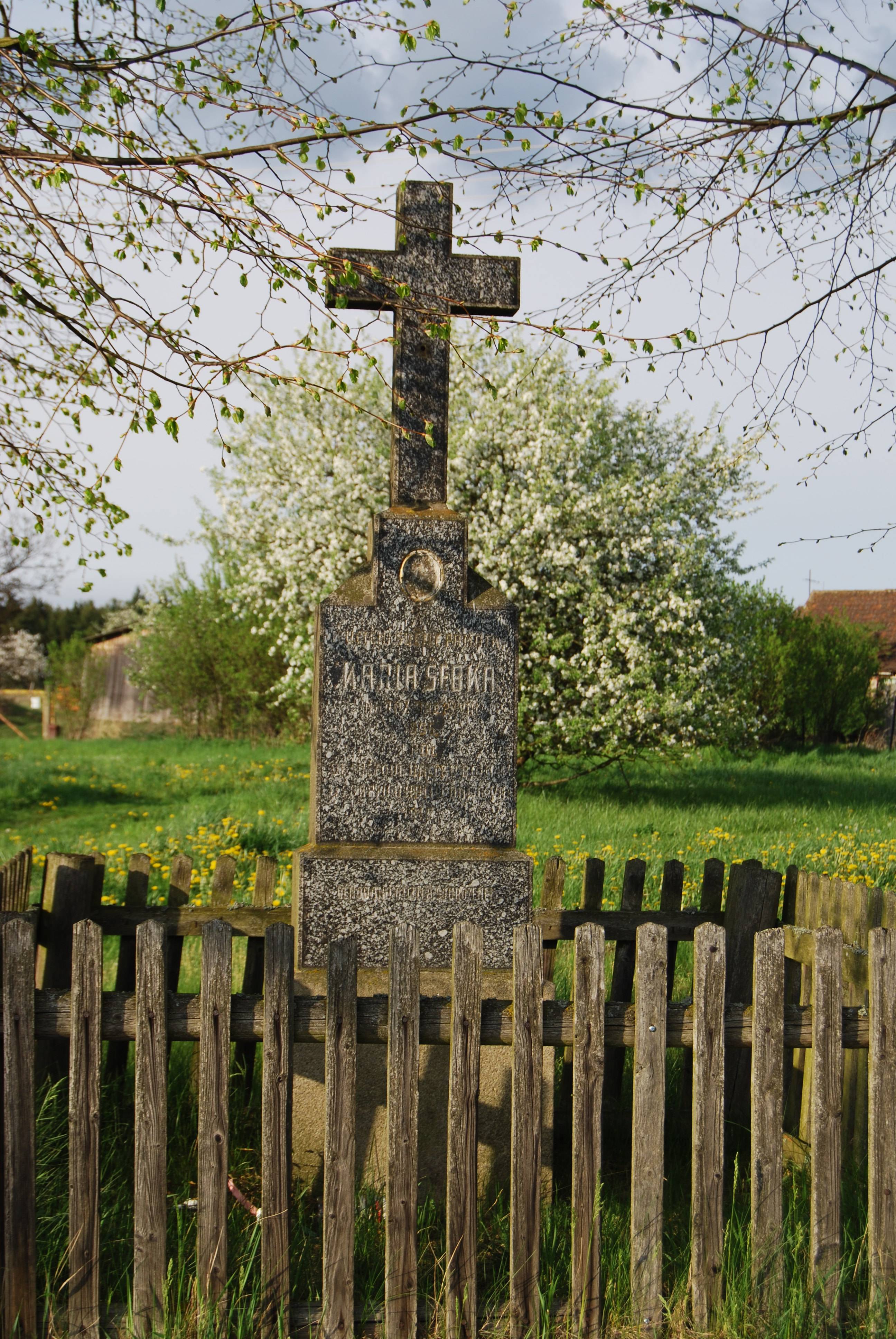
Památník Karla Šebka